# William Spotswood Green
Pour les articles homonymes, voir Green.
William Spotswood Green est un biologiste marin britannique né en 1847 à Youghal et mort en 1919.

## Biographie
Ordonné prêtre en 1873, il abandonne sa charge en 1890 pour devenir inspecteur des pêches, fonction qu’il conserve jusqu’à son départ à la retraite en 1914. Il participe à plusieurs missions de dragage des fonds marins.
William Green est aussi connu pour avoir été membre de l'Alpine Club. Il est connu pour avoir gravi des montagnes, notamment au Canada et en Nouvelle-Zélande. En 1882, il tente avec deux guides suisses la première ascension du mont Cook en Nouvelle-Zélande, mais l'équipe est obligé par le mauvais temps de faire demi-tour peu avant le sommet. À la fin des années 1880, William Green étudie la chaîne Selkirk en Colombie-Britannique.

## Publications
- The High Alps of New Zealand. Or a Trip to the Glaciers of the Antipodes With an Ascent of Mount Cook. Macmillian & Co., Londres,  1883.
- Among the Selkirk glaciers: being the account of a rough survey in the Rocky Mountain regions of British Columbia, Macmillian & Co., Londres, 1890.
- The Wrecks of the Spanish Armada on the Coast of Ireland, The Geographical Journal 27(5), (mai 1906), pp. 429–451.